# كريستين غيليس
كريستين غيليس (بالفرنسية: Christiane Gilles)‏ هي نقابية فرنسية، ولدت في 1 أبريل 1930 في فانسن في فرنسا، وتوفيت في 29 أكتوبر 2016 في شيسي ‏ في فرنسا بسبب سرطان.